# Willi Ruge
Willi Ruge (* 1892 in Berlin; † 1961 in Offenburg) war ein deutscher Fotograf. Er wurde durch spektakuläre Aufnahmen und eigenwillige Perspektiven besonders in den 1930er Jahren bekannt.

## Leben und Wirken
Willi Ruge begann zuerst eine  Ausbildung zum Optiker und ließ sich dann zum Fotografen ausbilden.
Um 1911 gründete er eine Agentur  Photoaktuell in Berlin. In den nächsten Jahren war er  für verschiedene Auftraggeber und Zeitungen tätig. 
Spätestens seit den frühen 1930er Jahren arbeitete er vor allem 
für den Ullstein Verlag, besonders für die auflagenstarke Berliner Illustrirte Zeitung, für die er unter anderem Bildreportagen aus Argentinien und Afrika veröffentlichte,  aber auch  von offiziellen Anlässen.
Ab 1939 fotografierte er auch in den besetzten Ländern Polen, Frankreich und Norwegen, sowie für die deutsche Luftwaffe, teilweise auch aus der Luft.
In den 1950er Jahren war  Willi Ruge für die westdeutschen Zeitschriften Quick und Weltbild tätig.

## Künstlerische Merkmale
Besondere künstlerische Merkmale von Willi Ruge waren  Fotografien mit ungewöhnlichen Perspektiven,  spektakulären Motiven, sowie  eine dichte Anwesenheit  bei einigen besonderen Situationen.
Besonders bekannt wurde  seine Fotoserie von 1931, bei der er sich bei einem Fallschirmsprung aus großer Höhe selbst aufnahm. Häufigere  Motive waren Sport, hohe Geschwindigkeiten und große Höhen. 1931 konnte er bei einem Autorennen mit  Rudolf Carraciola mitfahren und dabei Aufnahmen machen.
Einige seiner Techniken, besonders die unmittelbare Anwesenheit bei besonderen Situationen und die ungewöhnlichen Perspektiven  beeinflussten die Fotografie  seiner Zeit.
1923 war Willi Ruge als einer von mehreren Kameramännern im  Stummfilm Der Wetterwart als einer von mehreren Kameramännern beteiligt, wahrscheinlich vor allem bei den Aufnahmen aus einem Flugzeug (und möglicherweise im Gebirge).